# 天大将军增五
三角座ε（ε Tri、ε Trianguli、天大将军增五）是一個位于三角座的雙星系統，大約距離地球370光年。
其主星三角座εA，是一顆白色的A型主序帶矮星，視星等為+5.50。其伴星三角座εB視星等為+11，距離主星4角秒。